# Испанский гальго
Испанский гальго (исп. galgo español) — испанская порода охотничьих собак, ведущая своё происхождение от борзых азиатского типа и борзых собак Древнего Рима. Из современных пород родственниками испанских гальго можно назвать грейхаундов.
Другое название породы — гальго эспаньол, испанская борзая, испанский грейхаунд.
Порода признана такими кинологическими федерациями, как FCI, UKC (United Kennel Club).

## История породы
Первое упоминание собак, фенотипически схожих с современными испанскими гальго, на Пиренейском полуострове встречается в IV—VI веках до нашей эры. Примерно с этого периода в данном регионе начала складываться обособленная группа борзых собак, практически не имевшая примесей других кровей и развивавшаяся изолированно в силу географического положения Пиренейского полуострова.
Эти собаки традиционно использовались для охоты на зайцев и кроликов. В силу региона формирования этой породы гальго хорошо приспособлены для работы не только на равнине, но и на пересечённой и гористой местности.
Гальго на Пиренейском полуострове, как и борзые собаки в Европе, содержались в основном местной аристократией.
Активный экспорт этих собак начался с XVI века. Тогда же для того, чтобы получить более быстрых собак, гальго скрещивали с грейхаундом, создавая так называемую англо-испанскую разновидность (англо-испанский гальго). собак. Также кровь самих гальго примешивалась к грейхаундам для формирования в этой породе более лёгкого породного типа. В результате такой работы на данный момент существует у грейхаундов существует породный тип, который внешне не существенно отличается от современного испанского гальго.
В Международной кинологической федерации (FCI) испанский гальго был признан в 1982 году, а в UKC в 2006 году.
На данный момент гальго распространены преимущественно на юге Европы, за пределами этого региона известны мало.

## Внешний вид
Гальго — это высокая, худощавая собака чуть растянутого формата с типичными для борзых собак очертаниями. Наибольшее сходство гальго имеют с грейхаундами, при этом они более сухощавы и производят впечатление менее крупных, чем грейхаунды, собак.
Голова у этих собак удлинённая, очень узкая, с острым носом. Длина черепной части и носа примерно одинаковы. Переход от лба к носу плавный. Допускается небольшая горбоносость. Мочка носа маленькая, всегда чёрного цвета. Губы тонкие, сухие, тёмного или чёрного цвета.
Глаза миндалевидной формы, небольшие, чуть раскосые. Допустимые цвета глаз — все оттенки коричневого. Веки плотно прилегают, имеют выраженные ресницы, всегда окрашены в чёрный цвет.
Уши имеют форму треугольника с широким основанием, полустоячие, обычно отведены назад и прижаты к голове. Когда собака находится в состоянии возбуждения, уши могут вставать на хрящах или вставать полностью.
Шея длинная, стройная, гибкая. Переход от головы к шее очень плавный. Визуально шея гальго может казаться несколько худоватой, «лебединой».
Корпус вытянутого формата, с выраженной глубокой грудной клеткой и сильно подобранным животом. Спина с небольшим изгибом, холка не выражена.
Круп удлинённый, наклонный. Согласно требованиям стандарта, у гальго должен быть хорошо выраженный мышечный рельеф.
Хвост низко посажен, очень длинный, тонкий, хлыстообразный. В вытянутом состоянии хвост достигает земли. В спокойном состоянии он свисает вниз, образуя небольшой изгиб.
Передние конечности поставлены под прямым углом к корпусу, при этом сами они практически прямые. Пясти короткие, очень сухие. Суставы не выражены. Лопатка сильная, имеющая выраженный рельеф. Локти плотно прилегают к грудной клетке, при этом имея возможность свободно двигаться во время бега. Задние конечности поставлены параллельно друг другу, слегка отставлены назад. Бёдра очень мощные, мускулистые, широкие. Углы скакательных суставов хорошо выражены, хотя сам сустав при этом имеет плавный переход. Лапы сухие, плотно собранные, с длинными сводистыми пальцами и очень прочными когтями.
Шерсть короткая, очень мягкая и тонкая, плотно прилегающая к телу. Украшающий волос не развит. Также стандартом разрешено наличие жесткошёрстной разновидности собак этой породы. В таком случае шерсть чуть кудрявая, короткая и не прилегает к корпусу.
Окрасы у гальго допустимы любые, включая пегий. Предпочтение при этом отдаётся биколору с симметрично расположенными небольшими белыми отметинами.

## Характер
Испанские гальго отличаются мягким и спокойным для борзых характером и необычно высокой для борзых собак контактностью с хозяином. Эти собаки не склонны к шумному поведению и активным играм.
Гальго хорошо уживаются с другими собаками, но в силу хорошо развитого охотничьего инстинкта не подходят для совместного содержания с другими видами животных.
По отношению к людям гальго не проявляют агрессии и отличаются ранимым характером, требующим мягкого подхода при воспитании и дрессировки. При этом гальго требуется ранняя социализация, чтобы обеспечить им комфортное существование в дальнейшем, в противном случае в силу своей мягкой психики эти собаки могут с трудом переносить различные незнакомые ситуации, которые будут являться для них стрессовыми.
По отношению к детям эти собаки терпеливы, но шумные детские игры могут сильно нервировать гальго и превращаться в источник стресса для них. При этом, несмотря на то, что такие игры могут тяжело переносится этими собаками, они все равно не будут проявлять агрессию в ответ на них.
К посторонним людям испанские гальго недоверчивы и практически не даются в руки незнакомым людям.
В работе гальго демонстрируют азарт и высокую активность. При этом при преследовании добычи они не склонны к агрессивному нападению на дичь.

## Использование
Традиционно испанские гальго используются для охоты на мелкую и среднюю дичь. В последнее позднее время гальго стали использоваться и в охоте на копытную дичь.
В настоящее время гальго продолжают использоваться в качестве охотничьих, кроме этого они участвуют в собачьих бегах, на соревнованиях по курсингу и на охотничьих спортивных соревнованиях. Содержат в наши дни гальго и в качестве собак-компаньонов.

## Содержание и уход
В содержании гальго не имеют сложных требований. Их короткая шерсть не нуждается в специальном уходе, достаточно протирать её регулярно влажной тряпкой и иногда вычёсывать мелкой щёткой, удаляя вылинявшую шерсть.
Выгул испанским гальго требуется длительный, включающий рабочие нагрузки. При прогулках с этими собаками в зимний период времени важно учитывать, что они не присоблены к выдерживанию низких температур, поэтому им необходимо использовать специальную одежду для прогулок.
Специфические породные заболевания у гальго не выявлены. Ветеринары рекомендуют, как и с большинством борзых, следить у них за суставами, так как с возрастом они склонны к развитию дисплазии.

## Проблемы жестокого обращения с животными
До настоящего времени  поступают многочисленные сообщений о жестоком обращении с собаками породы гальго со стороны охотников и заводчиков в Испании. Местные охотники, известные как гальгерос (исп. galgueros) ежегодно убивают, часто жестоко, до 50 000 собак породы гальго и поденко.